# Mykkyläsaari (ö i Nyslott, lat 61,95, long 28,99)
Mykkyläsaari är en ö i Finland. Den ligger i sjön Kuhajärvi och i kommunen Nyslott i  landskapet Södra Savolax, i den sydöstra delen av landet, 290 km nordost om huvudstaden Helsingfors. Öns area är 0,5 hektar och dess största längd är 110 meter i öst-västlig riktning.